# Rachael Harris
Rachael Elaine Harris (Worthington, Ohio em 12 de janeiro de 1968) é uma atriz e comediante norte-americana.

## Início da vida
Harris nasceu em Worthington, Ohio. Graduou-se Worthington High School (rebatizado Thomas Worthington High School). Ela passou a graduação de Otterbein College, em 1989, se formando em teatro.

## Filmografia
| Year | Title                                   | Role                   | Notes                                                     |
| ---- | --------------------------------------- | ---------------------- | --------------------------------------------------------- |
| 1992 | Treehouse Trolls                        | Big Mama Troll         | First acting role, VHS Video                              |
| 1996 | The Disappearance of Kevin Johnson      | Fornaio Waitress #2    |                                                           |
| 2000 | Best in Show                            | Winky's Party Guest    |                                                           |
| 2002 | Showtime                                | Teacher                |                                                           |
| 2003 | A Mighty Wind                           | Steinbloom's Assistant |                                                           |
| 2003 | Daddy Day Care                          | Co-Worker Elaine       |                                                           |
| 2003 | The Haunted Mansion                     | Ms. Coleman            |                                                           |
| 2004 | Starsky & Hutch                         | Mrs. Feldman's Friend  |                                                           |
| 2004 | After the Sunset                        | June                   |                                                           |
| 2005 | Kicking & Screaming                     | Ann Hogan              |                                                           |
| 2006 | For Your Consideration                  | Debbie Gilchrist       |                                                           |
| 2007 | Matters of Life and Dating              | Carla                  |                                                           |
| 2007 | License to Wed                          | Janine                 |                                                           |
| 2007 | Evan Almighty                           | Ark Reporter           |                                                           |
| 2009 | The Hangover                            | Melissa                |                                                           |
| 2009 | The Soloist                             | Leslie Bloom           |                                                           |
| 2010 | Diary of a Wimpy Kid                    | Susan Heffley          |                                                           |
| 2011 | Diary of a Wimpy Kid: Rodrick Rules     | Susan Heffley          |                                                           |
| 2011 | Natural Selection                       | Linda                  | Nominated – Independent Spirit Award for Best Female Lead |
| 2012 | Diary of a Wimpy Kid: Dog Days          | Susan Heffley          |                                                           |
| 2012 | Diary of a Wimpy Kid: Class Clown       | Susan Heffley          | Voz                                                       |
| 2012 | Wreck-It Ralph                          | Deanna                 | Voz                                                       |
| 2013 | Bad Words                               | Eric Tai's Mother      |                                                           |
| 2014 | Lovesick                                | Roberta                |                                                           |
| 2014 | Night at the Museum: Secret of the Tomb | Madeline Phelps        |                                                           |
| 2015 | Barely Lethal                           | Mrs. Larson            |                                                           |
| 2015 | Freaks of Nature                        | Mrs. Mosely            |                                                           |
| 2016 | Brother Nature                          | Aunt Pam               |                                                           |

| Year      | Title                               | Role                                  | Notes                                                              |
| --------- | ----------------------------------- | ------------------------------------- | ------------------------------------------------------------------ |
| 1993      | SeaQuest DSV                        | Rose                                  | 1 episode                                                          |
| 1997      | Star Trek: Voyager                  | Martis                                | Episode: "Before and After"                                        |
| 1998      | Sister, Sister                      | Simone                                | 5 episodes                                                         |
| 1999      | Serial Experiments Lain             | Female Knight                         | Voice: English version                                             |
| 2000      | The Amanda Show                     | N/A                                   | 1 episode                                                          |
| 2000      | Two Guys and a Girl                 | Pregnant Damsel                       | 1 episode                                                          |
| 2001      | Grosse Pointe                       | Reporter                              | 1 episode                                                          |
| 2001      | Three Sisters                       | Sal                                   | 1 episode                                                          |
| 2002      | Judging Amy                         | Alumni Volunteer #2                   | 1 episode                                                          |
| 2002      | Friends                             | Julie                                 | Episode #8.23: "The One Where Rachel Has a Baby (Part 1)"          |
| 2003      | Frasier                             | Erin                                  | Episode #11.09: "Guns N' Neuroses"                                 |
| 2003      | Stuart Little                       | Margalo                               | Episode #1.02: "A Model Driver"                                    |
| 2003–2009 | Reno 911!                           | Debbie Dangle-Frost, Claire the Madam | 6 episodes                                                         |
| 2004      | Curb Your Enthusiasm                | Joanne                                | 2 episodes                                                         |
| 2004      | According to Jim                    | Mindy                                 | 1 episode                                                          |
| 2004      | The West Wing                       | Corrine McKenna                       | Episode: "The Hubbert Peak"                                        |
| 2005      | Fat Actress                         | Kevyn Shecket                         | 7 episodes                                                         |
| 2005      | Monk                                | Alice Westergren                      | 1 episode                                                          |
| 2005      | Committed                           | Ruby                                  | 1 episode                                                          |
| 2005      | 8 Simple Rules                      | Margaret Brandenbauerbern             | 1 episode                                                          |
| 2006      | Reno 911!                           | Debbie Dangle                         | 3 episodes                                                         |
| 2007      | The New Adventures Of Old Christine | Claire                                | 1 episode                                                          |
| 2007      | Notes from the Underbelly           | Cooper                                | Main cast                                                          |
| 2007      | Matters of Life and Dating          | Carla                                 | Movie                                                              |
| 2007–2008 | The Sarah Silverman Program         | School Teacher                        | 2 episode                                                          |
| 2008      | Desperate Housewives                | Sandra Birch                          | Episodio: "City on Fire"                                           |
| 2008      | CSI: Crime Scene Investigation      | Megan                                 | 1 episodio                                                         |
| 2008      | Pushing Daisies                     | Georgeann Heaps                       | 1 episodio                                                         |
| 2008      | Suburban Shootout                   | Natalie Davenport                     | N/a                                                                |
| 2008      | Hollywood Residential               | Rachael                               | Voice, 3 episodes                                                  |
| 2008      | Frisky Dingo                        | A.L.E.X.                              | 2 episodes                                                         |
| 2008      | Emily's Reasons Why Not             | Lila Cox-Weiner                       | 1 episode                                                          |
| 2008–2009 | Worst Week                          | Julie                                 | 2 episodes                                                         |
| 2008–2010 | The Life & Times of Tim             | Adam's Date                           | Voice, 3 episodes                                                  |
| 2009      | Cougar Town                         | Shanna                                | 1 episode                                                          |
| 2009      | True Jackson, VP                    | Kitty Monreaux                        | 1 episode                                                          |
| 2009      | In the Motherhood                   | Blair                                 | 5 episodes                                                         |
| 2010      | My Boys                             | Marcia                                | 3 episodes                                                         |
| 2010      | Glenn Martin, DDS                   | Melissa the Wedding Planner           | Voice, 1 episode                                                   |
| 2010      | Childrens Hospital                  | Mrs. Throman                          | 1 episode                                                          |
| 2010      | The Good Guys                       | Cynthia Savage                        | 1 episode                                                          |
| 2010      | Party Down                          | Marguerite Tayler                     | 1 episode                                                          |
| 2010      | Gary Unmarried                      | Rachael                               | 1 episode                                                          |
| 2011      | Modern Family                       | Amelia                                | Episode: "Caught in the Act"                                       |
| 2011      | Archer                              | Rona Thorne                           | 1 episode                                                          |
| 2011      | $h*! My Dad Says                    | Soledad Cho                           | 1 episode                                                          |
| 2012      | New Girl                            | Tanya Lamontagne                      | 4 episodes                                                         |
| 2012      | Happy Endings                       | Suzanne                               | Episode "Sabado Free-Gante"                                        |
| 2013      | Newsreaders                         | Wendy Hayflack                        | 1 episode                                                          |
| 2013      | The Office                          | Rachael                               | 1 episode                                                          |
| 2012–2019 | Suits                               | Sheila Sazs                           | 28 episodes                                                        |
| 2014      | Surviving Jack                      | Joanne Dunlevy                        | Series regular                                                     |
| 2014      | Maron                               | Herself                               | 1 episode                                                          |
| 2014      | Bad Judge                           | Dana McCoy                            | 1 episode                                                          |
| 2015      | BoJack Horseman                     | Cardigan Burke (voice)                | 1 episode                                                          |
| 2015      | RuPaul's Drag Race                  | Herself/Judge                         | 1 episode                                                          |
| 2016–2021 | Lucifer                             | Dr. Linda Martin                      | Elenco Regular                                                     |
| 2018      | Hell's Kitchen                      | Herself                               | Co-VIP guest diner for the blue team; Episode: "Hell Freezes Over" |
| 2020      | Make It Work!                       | Herself                               | Television special                                                 |

## Prêmios e indicações
| Ano  | Prêmio                   | Categoria    | Indicação         | Resultado | Ref.        |
| ---- | ------------------------ | ------------ | ----------------- | --------- | ----------- |
| 2011 | Independent Spirit Award | Melhor Atriz | Natural Selection | Indicado  | [ 1 ] [ 2 ] |